# Phoron
Phoron ist der Trivialname eines Produktes der Kondensation von Aceton. Der systematische Name lautet 2,6-Dimethylhepta-2,5-dien-4-on. Der englische Trivialname (phorone) soll ein Kunstwort aus camphor und acetone sein.
Die Verbindung ist einer der ältesten Vertreter der Verbindungsklasse der sogenannten α,β-ungesättigten Ketone, die später konjugierte Enone genannt wurden. Phoron hat eine gelbe Farbe und spielte deshalb historisch eine Rolle in den Theorien über Konstitution und Farbe. 

## Darstellung und Gewinnung
Es wurde 1849 von Gerhardt und Liès-Bodart durch Destillation von camphersaurem Kalk erhalten.
{\displaystyle \mathrm {C_{10}H_{14}Ca_{2}O_{4}+H_{2}O\longrightarrow C_{9}H_{14}O+Ca(OH)(HCOO)+CaO} }
bzw.:
{\displaystyle \mathrm {C_{10}H_{14}Ca_{2}O_{4}+H_{2}O\longrightarrow C_{9}H_{14}O+CaH_{2}CO_{3}+CaO} }
Phoron bildet sich bei der Reaktion von Aceton mit trockenem Chlorwasserstoff, wobei als Hauptprodukt Mesityloxid entsteht. Dieses kondensiert mit Aceton zum Phoron (doppelte Kondensation des Acetons).
Bei der Reaktion handelt es sich um eine einfache Aldol-Kondensation zum Mesityloxid und um eine doppelte Aldol-Kondensation zum Phoron. Das gebildete Gemisch aus Mesityloxid, Phoron und höhermolekularen Komponenten muss destillativ aufgereinigt werden.

## Eigenschaften
Phoron bildet gelblichgrüne Kristalle, die einen geranienähnlichen Geruch besitzen. Es besitzt mit 28 °C einen niedrigen Schmelzpunkt. Unter Normaldruck siedet die Verbindung bei 197 °C. Die Dampfdruckfunktion ergibt sich nach Antoine entsprechend log10(P) = A−(B/(T+C)) (P in bar, T in K) mit A = 5,1950, B = 2259,288 und C = −35,106 im Temperaturbereich von 315 bis 470 K. Phoron ist in Ethanol und Ether gut und in Wasser nur wenig löslich. Baeyer beschrieb es als "an der Luft recht beständig".

## Verwendung
Die Verbindung wird als Lösemittel für Nitrocellulose und Lacke verwendet. Phoron kann in der Lebensmittelanalytik zur Bestimmung von Thiolen genutzt werden. Es ist in der organischen Synthese ein vielseitiger Ausgangsstoff z. B. für die Herstellung von 2,2,6,6-Tetramethyl-4-piperidon, von 2,2,6,6-Tetramethylpiperidin oder des stabilen freien Radikals TEMPO (2,2,6,6-Tetramethylpiperidinyloxyl). Weiterhin ist es ein Zwischenprodukt bei Michael-Additionen oder in Heterocyclen-Synthesen.